# جروم مارتین
جروم مارتین (انگلیسی: Jérôme Martin؛ زادهٔ ۱ ژوئن ۱۹۸۶) بازیکن فوتبال اهل فرانسه است.
از باشگاه‌هایی که در آن بازی کرده‌است می‌توان به باشگاه فوتبال دیژون اشاره کرد.